# Tour de Saudon
La tour de Saudon est une tour située sur le territoire de la commune de Chalon-sur-Saône dans le département français de Saône-et-Loire et la région Bourgogne-Franche-Comté.

## Historique
Le Sieur Saudon (vers mi-Xe siècle) fit de la tour de guet fortifiée de la haute enceinte gallo-romaine de Cavillonum une maison-forte-refuge en cas d'invasion.
Elle fut ensuite vendue au XVIIe siècle à l’ordre des Oratoriens, prêtres séculiers, qui en firent le clocher de leur église. Elle est donc surélevée d’un clocheton en bois couvert d’ardoises, octogonal.
L'ensemble est devenu bien national à la Révolution française avant d'être attribué à la gendarmerie dès 1796 puis à la Ville en 1887.
La tour, en pierre de taille, haute de 26 mètres, est divisée en trois étages à planchers de bois.
Elle fait l'objet d'une inscription au titre des monuments historiques depuis le 27 septembre 1948.